# 山中寿朗
山中 寿朗（やまなか としろう、1970年 - ）は、日本の地球科学者。専門は環境学・地球惑星科学。
1970年12月30日生まれ。福岡県北九州市若松区出身。
北九州市立藤木小学校、北九州市立石峯中学校を経て、1989年福岡県立北筑高等学校普通科（自然科学部）卒業。「この高校に入学したのは忌まわしき過去であるが，自然科学部で過ごせた3年間はとても貴重であったので，むしろ，この部活に入学し，卒業していったと思っている．」と自身のWebで述べている。
1994年九州大学理学部地質学科卒業。1999年九州大学大学院理学研究科地球惑星科学修士課程、博士課程修了。博士（理学）。論文表題はGeochemical studies of organic components in sediments around seafloor hydrothermal systems(海底熱水系周辺堆積物の有機成分に関する地球化学的研究) 。筑波大学大学院勤務、九州大学大学院助手、岡山大学大学院自然科学研究科准教授を経て、現在、東京海洋大学教授。日本地球化学会評議委員(2009年)。 
2011年、鹿児島湾奥部の海底でアンチモン（元素記号：Sb）などレアメタル（希少金属）を多く含む鉱床を発見。

## 研究業績
- 鹿児島湾でレアメタル発見　国内販売量の１８０年分 - 朝日新聞 2011年5月15日
- 鹿児島湾奥部海底にレアメタル鉱床を確認 - 岡山大学ニュース